# 中西僚太郎
中西 僚太郎（なかにし りょうたろう、1961年 - ）は、日本の地理学者。筑波大学人文社会系教授。博士（文学）。

## 略歴
1976年、神戸市立大池中学校卒業。1979年、兵庫県立兵庫高等学校卒業。1983年、筑波大学第一学群人文学類卒業。1990年、筑波大学大学院歴史・人類学研究科単位取得退学。1990年、鹿児島女子短期大学講師。1995年、千葉大学教育学部講師。1997年、同助教授。2007年、同准教授。2008年、筑波大学人文社会科学研究科准教授。2010年、同教授。1997年、「近代日本農村の歴史地理学的研究」で筑波大学博士（文学）。

## 著書
- 『近代日本における農村生活の構造』古今書院、2003年

### 共編著・訳書
- 『日本がわかる地図の絵本』（吉田秀樹、田渕周平との共著）あすなろ書房、2006年
- 『近代日本の地域形成 歴史地理学からのアプローチ」』（山根拓と共著）海青社、2007年
- 『近代日本の視覚的経験 絵地図と古写真の世界』（関戸明子との共編著）ナカニシヤ出版、2008年